# 澤田雅代
澤田 雅代（さわだ まさよ、1986年〈昭和61年〉5月3日 - ）は、日本のタレント。北海道苫小牧市出身。趣味はピアノ、ネイル。おは天第11期北海道エリアの元キャスター。

## 来歴・人物
- 2009年1月1日 - 4月30日 KDDI「EZチャンネル」の動画番組「おは天」の第11期北海道エリアキャスター。
- 2009年4月28日 - ウェザーニューズのインターネット動画番組SOLiVE24キャスターを務める。

しかし、8月中旬に体調不良を理由に当時担当していたソラマドTwilightを降板。以降、代役を立てて番組を継続していたが、12月31日に本人のブログにて、2010年以降復帰しないことを表明。これにより、8月の降板が事実上の番組およびSOLiVEキャスターからの卒業となった。その後は地元北海道に戻り、北海道文化放送のパーソナリティを経て、札幌美少女図鑑の読者モデルとして出演した。

## 出演番組

### 過去の出演番組
KDDI EZチャンネル
- おは天 北海道エリア担当（2009年1月1日 - 同年4月30日）

ウェザーニューズ「SOLiVE24」
- ソラマド トワイライト（2009年4月28日 - 同年8月19日）

その他
- どぉーだ!Presents タカトシ牧場（北海道文化放送、不定期出演）Round1でどぉーだ!
- 札幌美少女図鑑tv（北海道放送、2010年4月2日）
- 三つのたまご（NHK、2010年5月16日）NHK札幌放送局×札幌美少女図鑑コラボレーションCMメイキングインタビュー
- 札幌美少女図鑑（AIR-G'、2010年5月1日）ゲスト
- ウイダーinゼリー体操動画（後述）